# كارلو ليفي
كارلو ليفي (بالإيطالية: Carlo Levi)‏ هو رسام وكاتب سيناريو وصحفي وكاتب طبي وسياسي إيطالي، ولد في 29 نوفمبر 1902 في تورينو في إيطاليا، وتوفي في 4 يناير 1975 في روما في إيطاليا بسبب ذات الرئة. حزبياً، نشط في Independent Left (Italy) ‏. وقد انتخب عضو مجلس الشيوخ الإيطالي (1963 – 1972).

## معرض صور

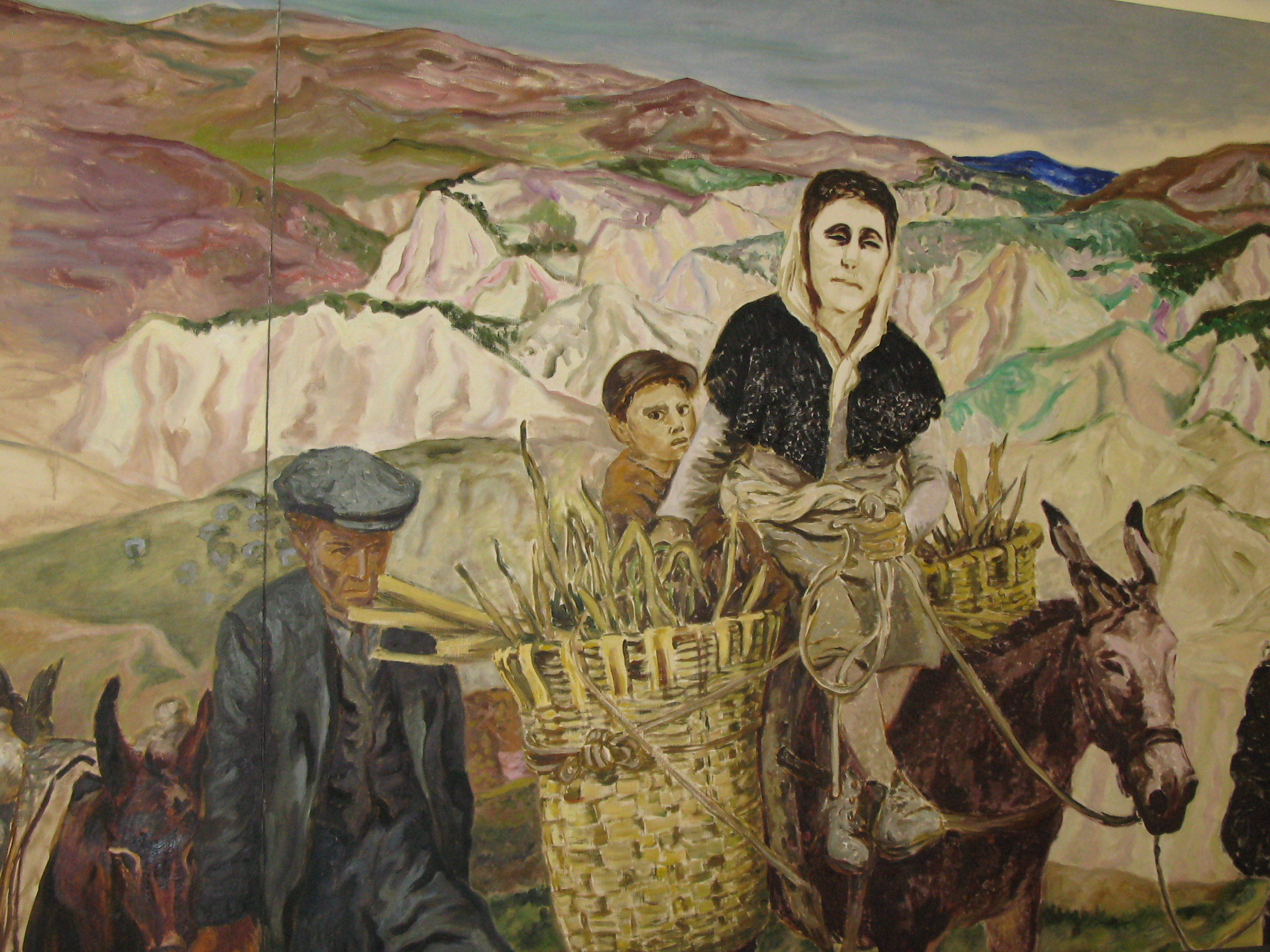
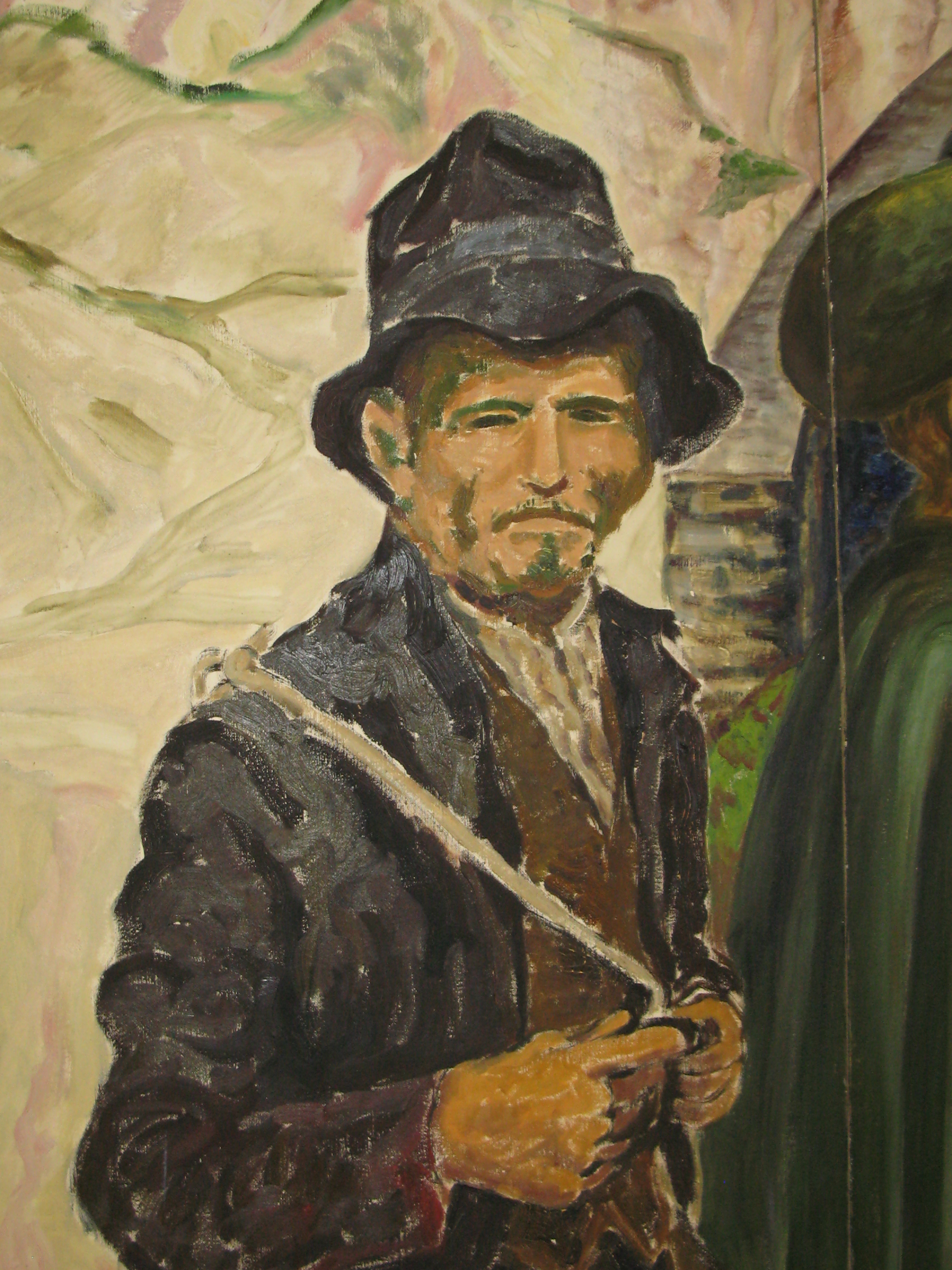
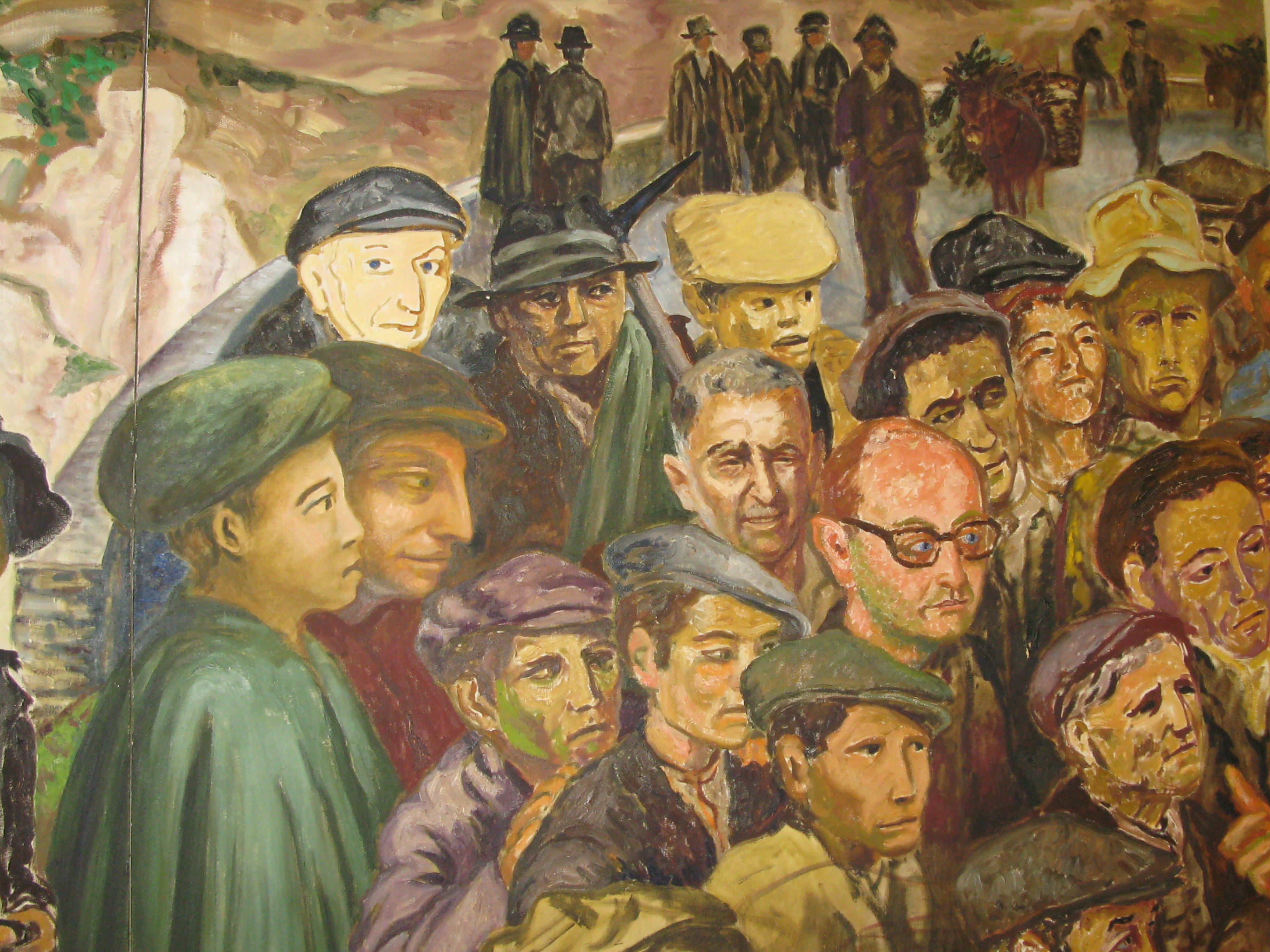
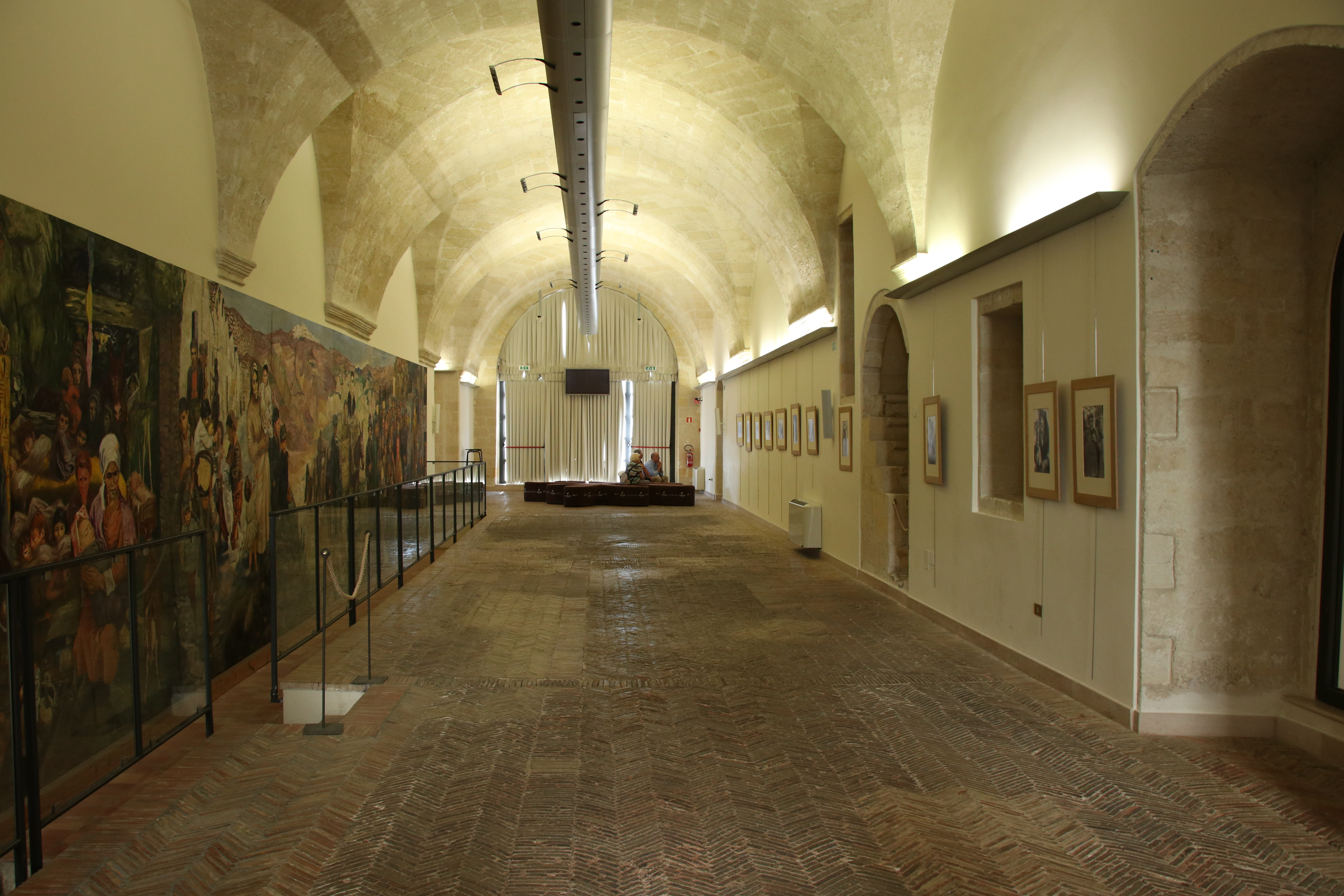

## روابط خارجية
- كارلو ليفي على موقع IMDb (الإنجليزية)
- كارلو ليفي على موقع الموسوعة البريطانية (الإنجليزية)
- كارلو ليفي على موقع مونزينجر (الألمانية)
- كارلو ليفي على موقع ديسكوغز (الإنجليزية)
- كارلو ليفي على موقع قاعدة بيانات الفيلم (الإنجليزية)